# Cementerio de Polloe
El cementerio de Polloe es un cementerio municipal situado en San Sebastián (Guipúzcoa). No está consagrado a ningún santo y su denominación parece encontrar su origen en el caserío del siglo XVI que había en los terrenos donde está construido llamado Polloe-Enea. Está situado en la parte más alta del barrio de Eguía.  
Es uno de los tres cementerios, y el más grande, de los que actualmente tiene San Sebastián: los otros dos son el cementerio de Alza (11.000 m²) y el cementerio de Igueldo (994 m²). Hasta los años setenta absorbe la mayor parte de las inhumaciones. En la cima del monte Urgull existe un cuarto, el "Cementerio de los Ingleses" que «recoge los restos mortales de algunos militares británicos intervinientes en la primera guerra carlista» por el bando liberal cristino.
Por último, y hasta su desanexión en 1987, el actual municipio de Astigarraga y, por consiguiente, su cementerio, formaban parte del término municipal de San Sebastián.

Vista general del camposanto
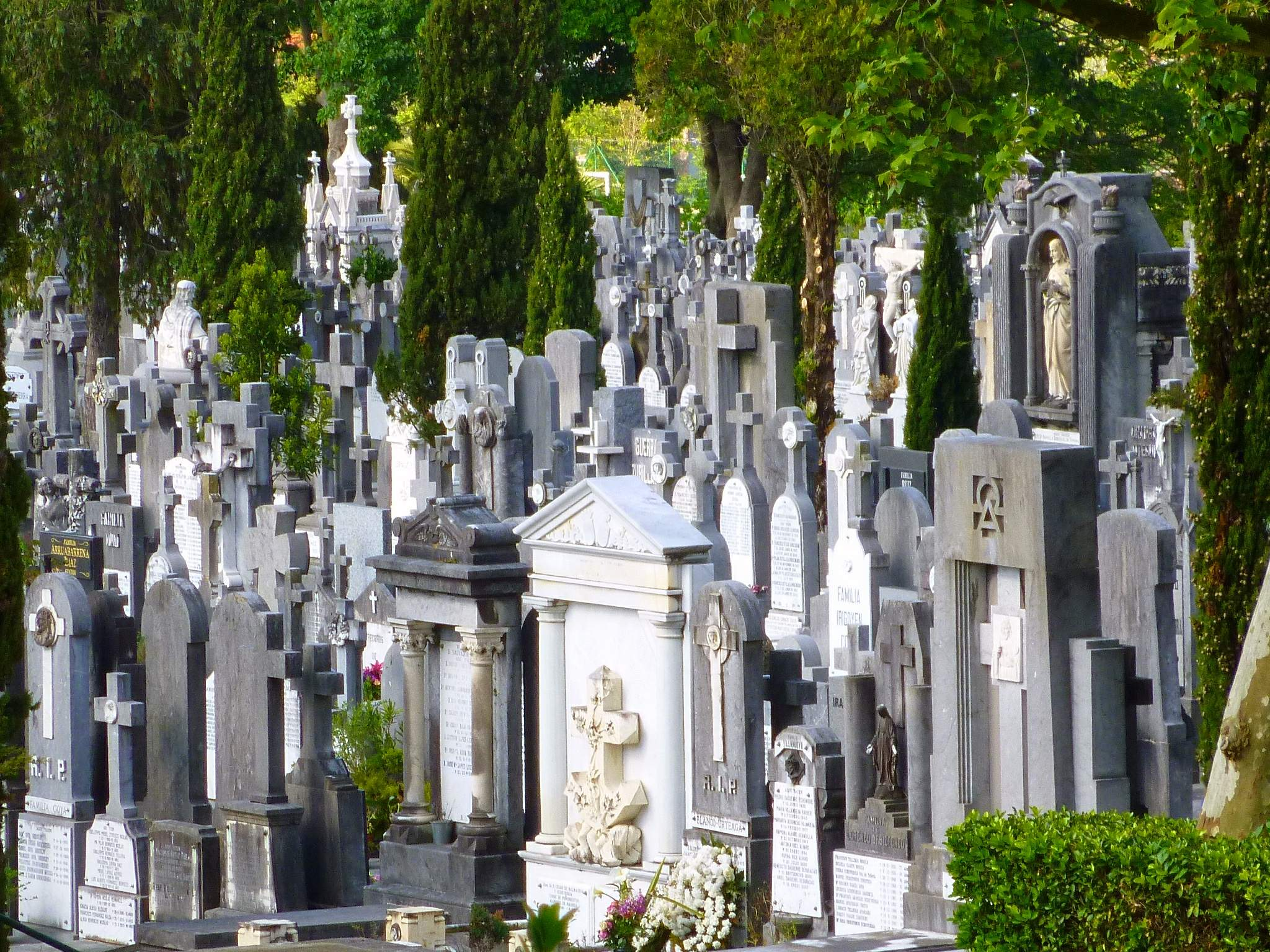
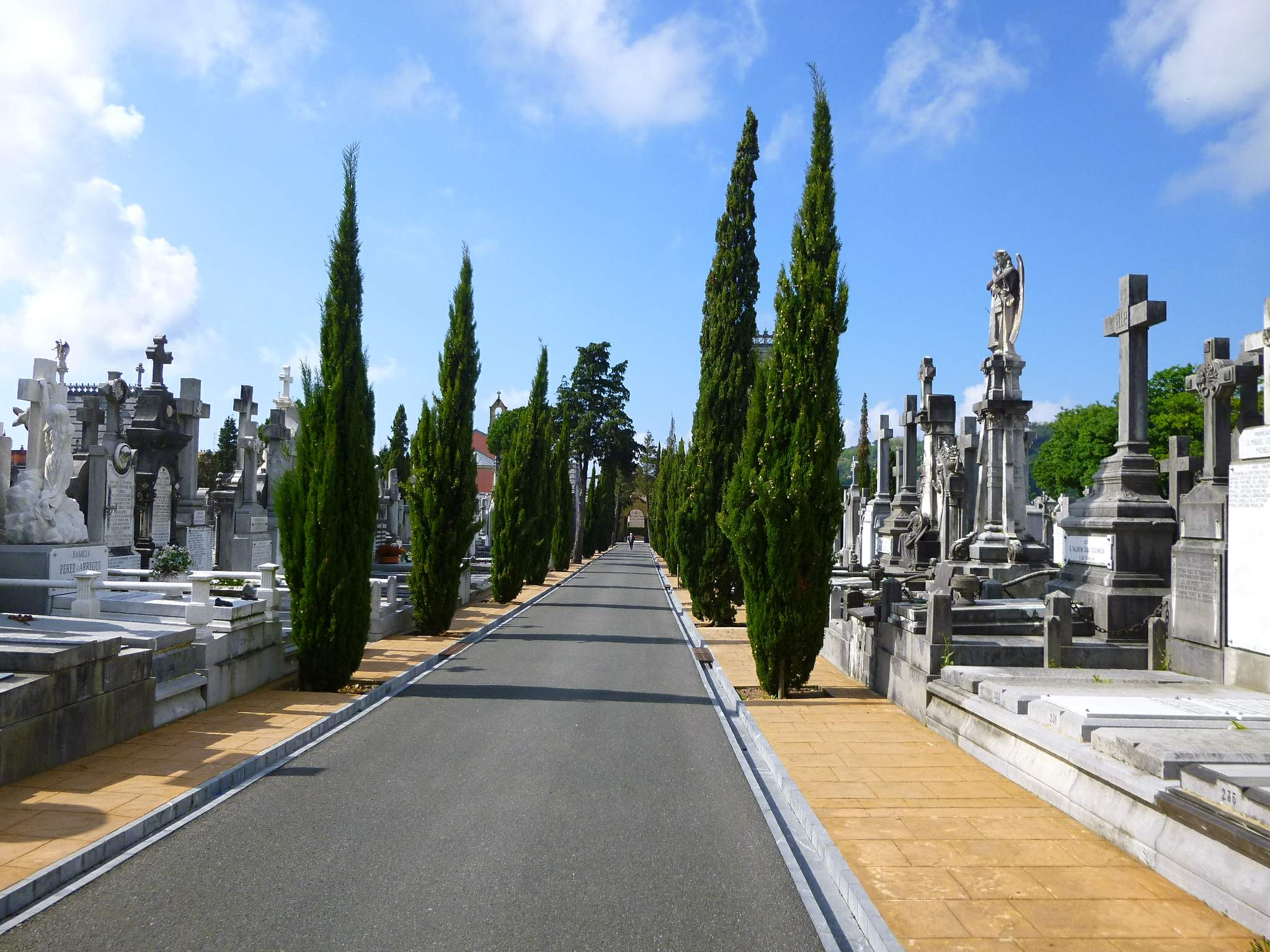
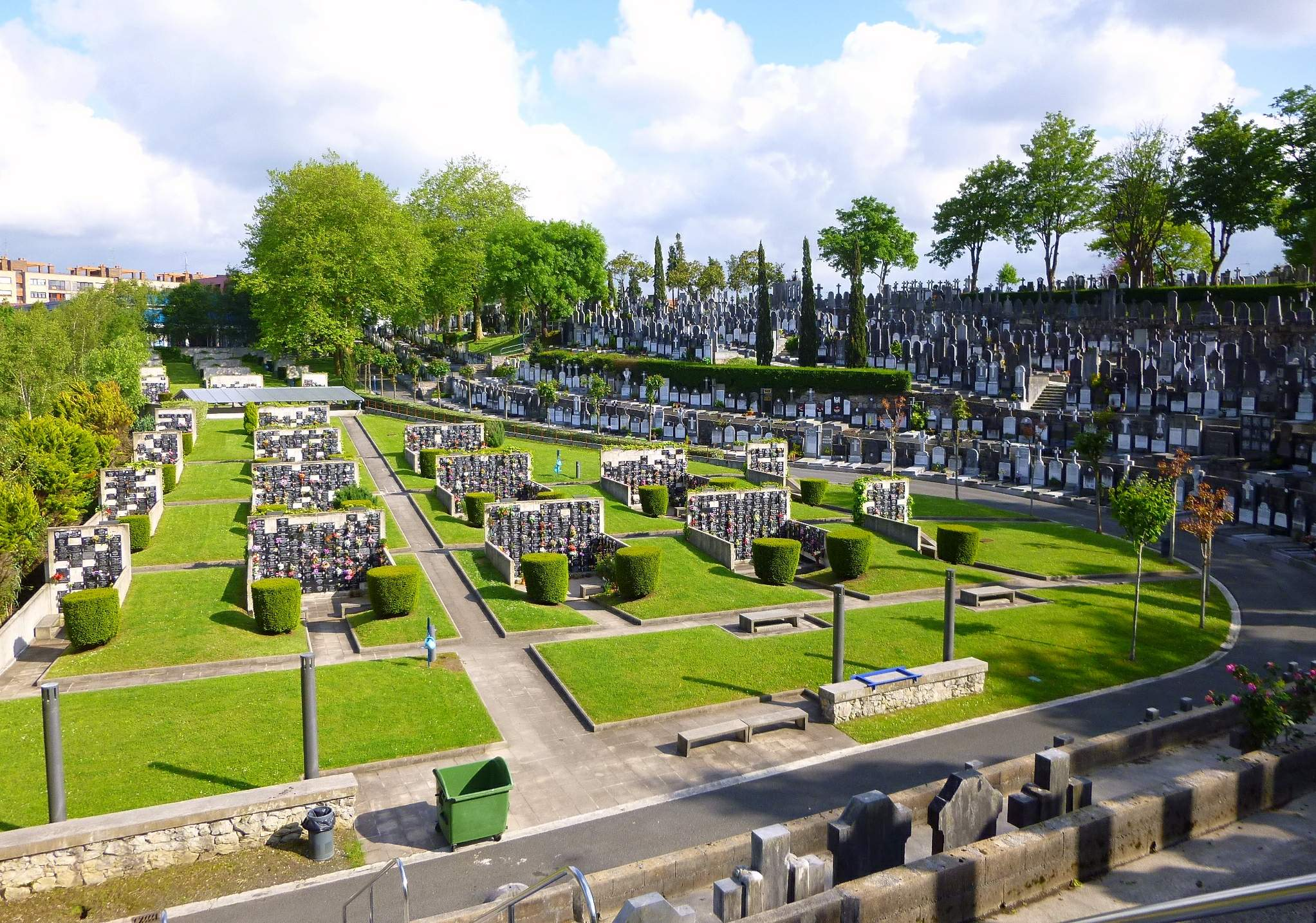
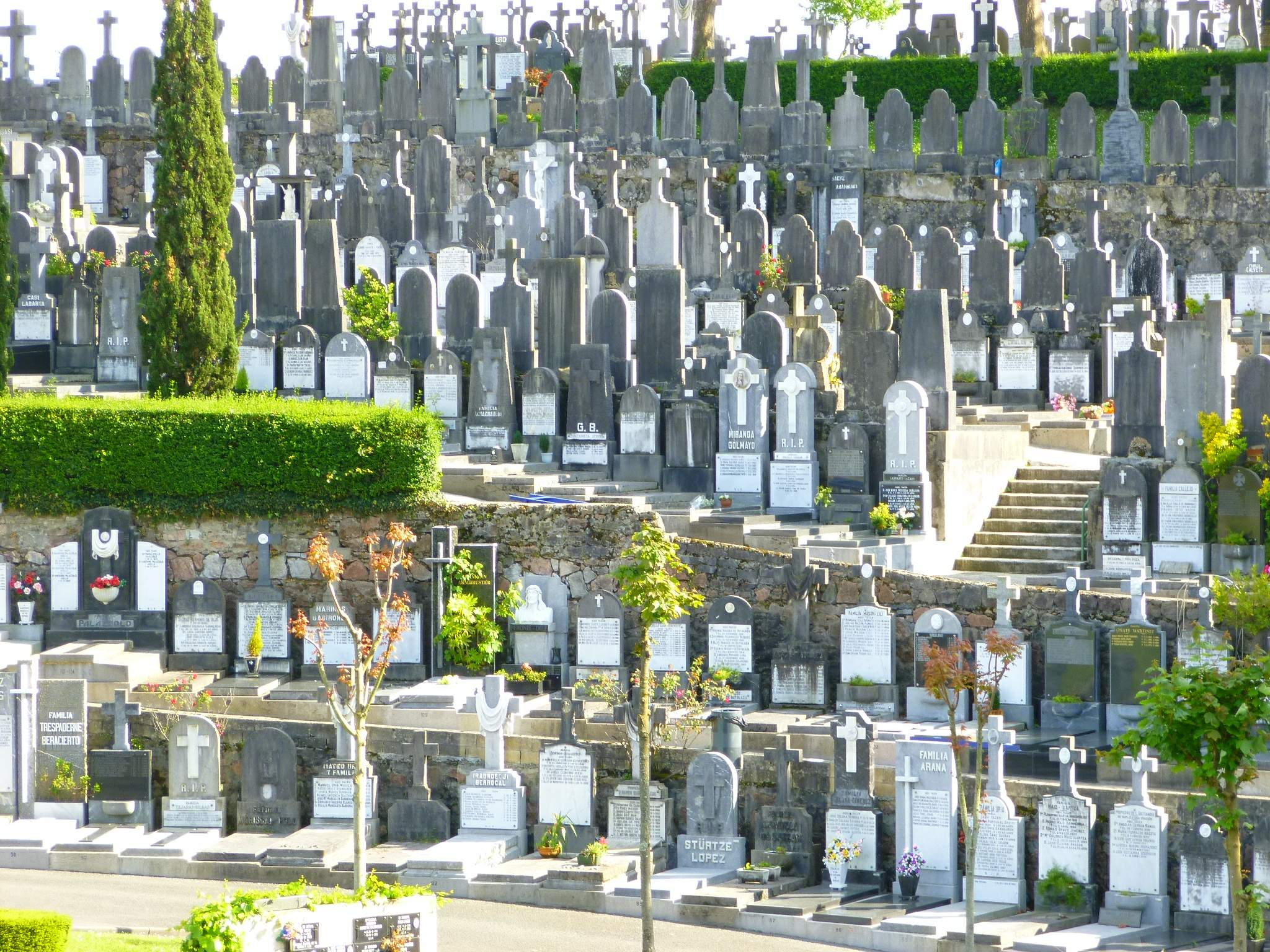

## Historia
Hasta el siglo XIX los enterramientos habitualmente tenían lugar en las iglesias o en los terrenos adyacentes. La Real Cédula de Carlos III establecía que los camposantos debían situarse fuera de la urbe.
Entre los cementerios operativos de principios de este siglo figura el adjunto a la parroquia de San Sebastián, el Antiguo que comenzó a enterrar en su camposanto en 1813. Servía a sus parroquianos siendo clausurado definitivamente en 1868.

### El cementerio de San Martín
En 1813, coincidiendo con la destrucción de San Sebastián, se habilitó en San Martín, barrio extramuros de la ciudad, un cementerio pequeño (1813-1854). Este camposanto presentaba una planta de semidodecágono, con capilla y depósito. En 1818 el arquitecto Pedro de Ugartemendía había elaborado un proyecto, sin ejecutar, con una planta circular.

### El cementerio de San Bartolomé
En las huertas del convento de las Canónigas Regulares Agustinas, en el alto del cerro de San Bartolomé, fue trasladado el cementerio de San Martín (1854-1880), con una obra del arquitecto Joaquín Díez Echeveste que contaba con una planta rectangular y calles en trama ortogonal. En la parte oriental se situaron la capilla y el osario. Fue clausurado el 30 de junio de 1880. Recientemente, como consecuencia de las labores de urbanización, se volvieron a localizar nuevos restos que, igualmente, fueron trasladados a Polloe.

### El nuevo cementerio municipal
El 12 de abril de 1874 los doctores Sánchez y Astiazarán eligen Polloe como la ubicación del gran cementerio donostiarra que la creciente ciudad necesitaba. En los años siguientes el ayuntamiento adquiere sucesivamente los terrenos necesarios a diferentes propietarios.
Obra del arquitecto José Goicoa Barcaíztegui, que responde al planteamiento decimonónico en forma de damero con calles rectas de fácil tránsito, se inauguró el 12 de agosto de 1878. En su centro se alza un obelisco conmemorativo de piedra arenisca, rematado por una esfera, sobre un túmulo, con tres inscripciones: en la cara este, mirando hacia la entrada y precedido de una escalinata de piedra, se informa de la fecha de inauguración y bendición; en la cara sur, el traslado de los restos del clausurado cementerio de San Martín, un 30 de abril de 1879; y en la cara norte, el traslado de los restos del cementerio de San Bartolomé el 18 de julio de 1877 (aunque las crónicas y testimonios hablan del día 18 de junio de 1887).
El arco de entrada al cementerio se sabe que procede del hospital de San Lázaro, en el barrio de San Martín. El arco pertenecía a la puerta de la capilla y fue descubierto por el arquitecto don José de Goicoa. Fue descubierto al comienzo de la construcción de unas casas de la actual calle de San Martín, en las proximidades de la confluencia con la de Zubieta.
| | | |
| Inscripción de la cara este donde se lee: EL DÍA XII DE AGOSTO DE MDCCCLXXVIII FUE BENDECIDO ESTE CEMENTERIO. | Inscripción de la cara norte donde se lee: EL DÍA XVIII DE JULIO DE MDCCCLXXVII SE TRASLADARON A ESTE CEMENTERIO LOS RESTOS MORTALES QUE YACÍAN EN EL DE SAN BARTOLOMÉ. | Inscripción de la cara sur donde se lee: EL DÍA XXX DE ABRIL DE MDCCCLXXIX SE TRASLADARON A ESTE CEMENTERIO LOS RESTOS MORTALES QUE YACÍAN EN EL DE SAN MARTÍN. |

A principios del siglo XX «era el cementerio por antonomasia de la ciudad» empleando a un capellán, un conserje con su ayudante, un sepulturero, un jardinero y un caminero. Contaba, por ello, el cementerio con edificaciones anejas para la casa del conserje (labor desempeñada durante varias generaciones por la familia Aldanondo), la casa del capellán y la capilla donde se recibían previamente los féretros y se les rezaba un responso en los casos de enterramientos católicos. En 1921 recibe ya la luz eléctrica.
Las principales ampliaciones se realizaron en los años 1922, 1931-32, 1946 y 1960 cambiando su fisonomía y consiguiendo el 12 de noviembre de 1968 un recinto único desapareciendo las separaciones por motivos confesionales. Su superficie actual es 59.889,25 m².
En 1997 se inauguró el horno crematorio ubicado en la parte meridional.
En junio de 2008 se iniciaron las obras de restauración de la casa del conserje, la capilla y la casa del capellán.

## Capillas, panteones y sepulturas

Sepulturas variadas del Cementerio de Polloe
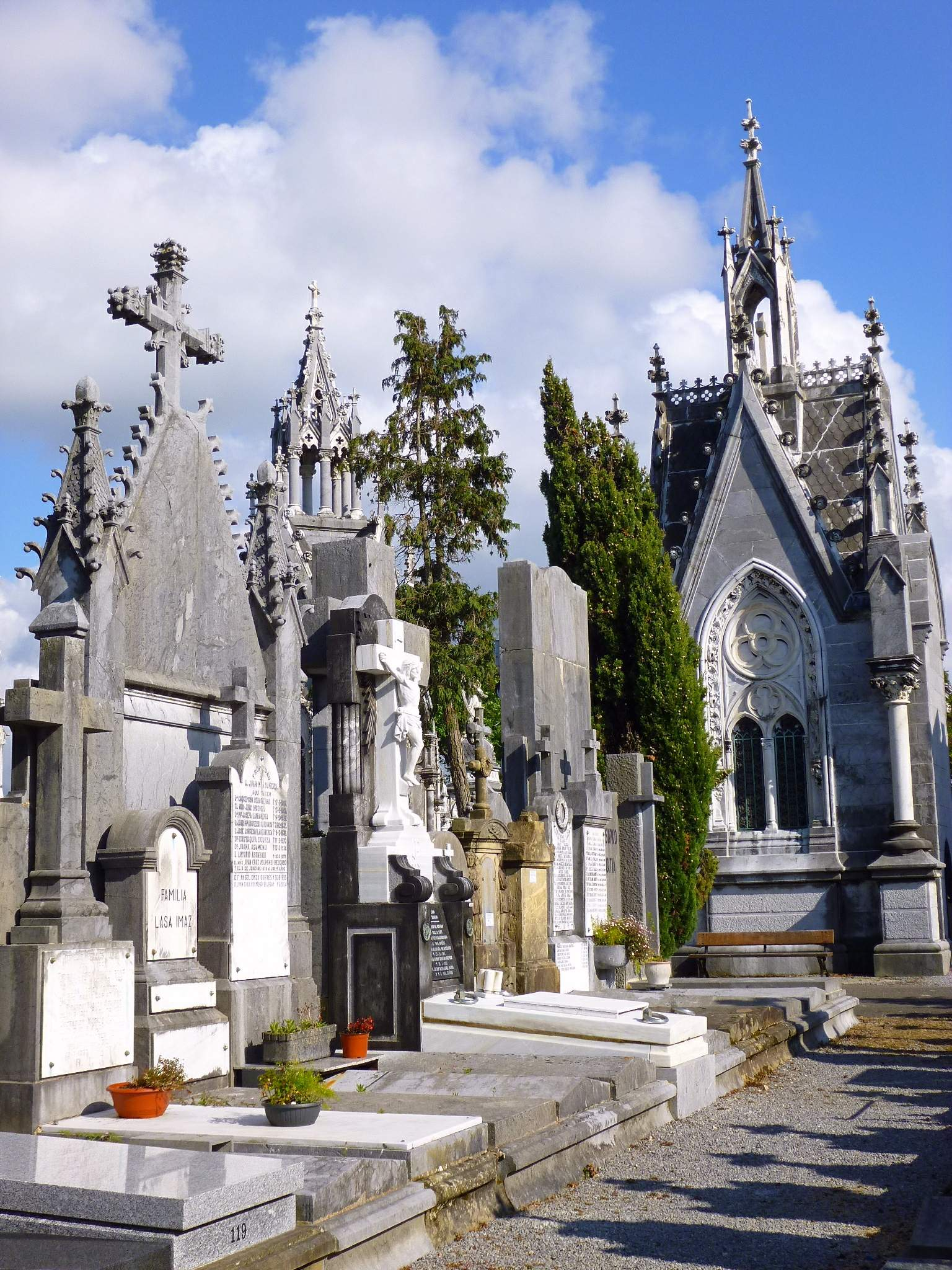
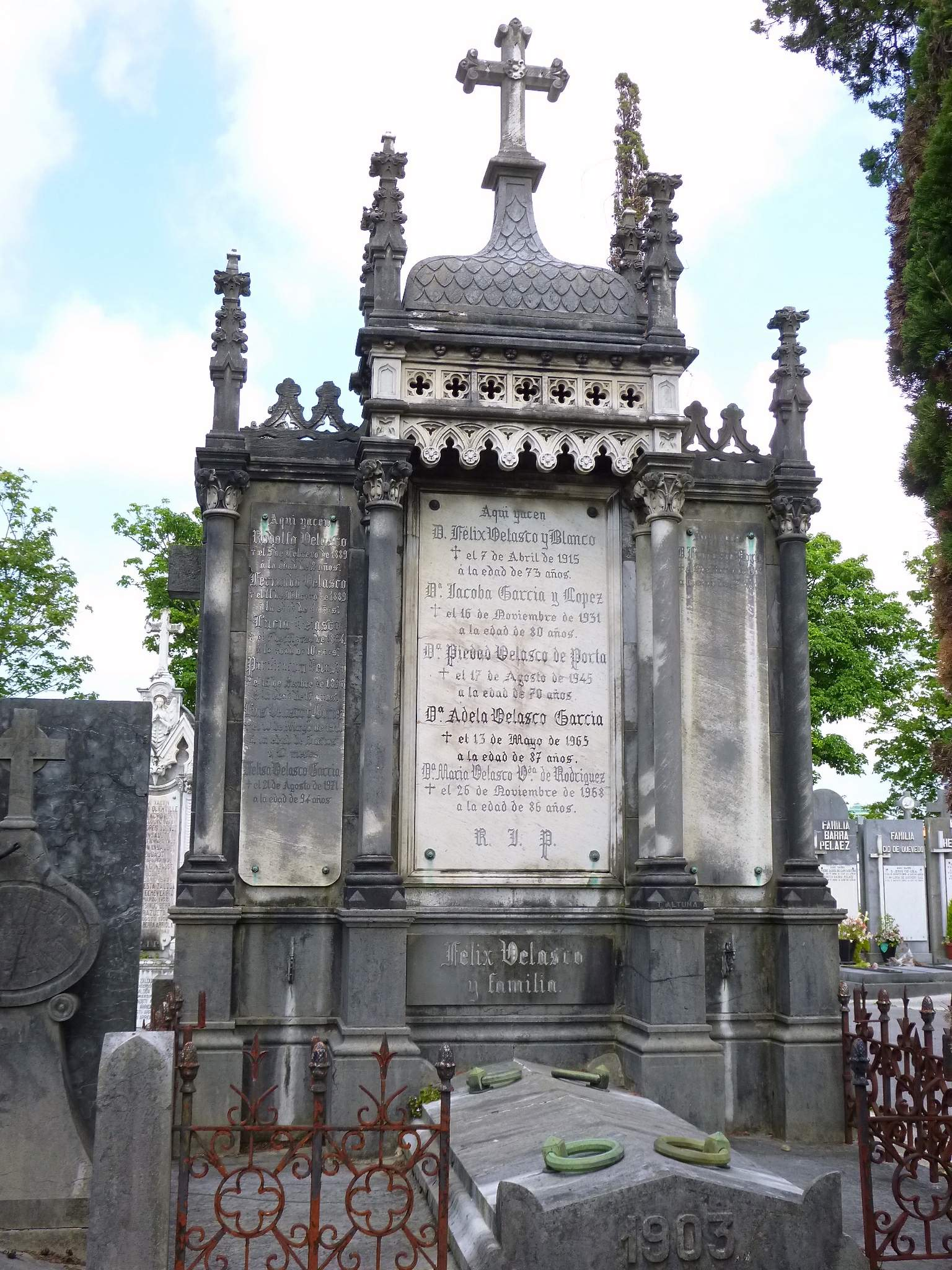
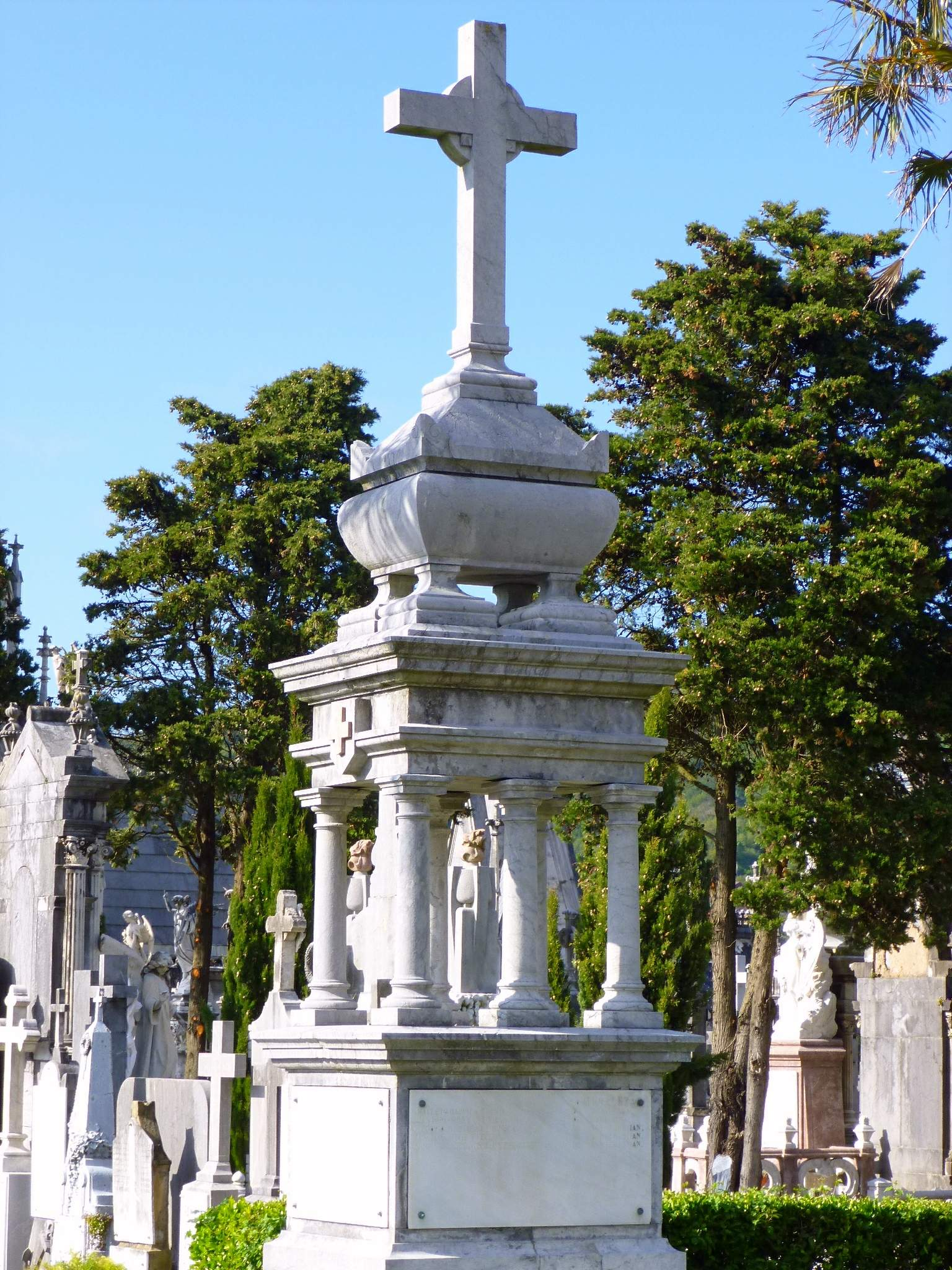
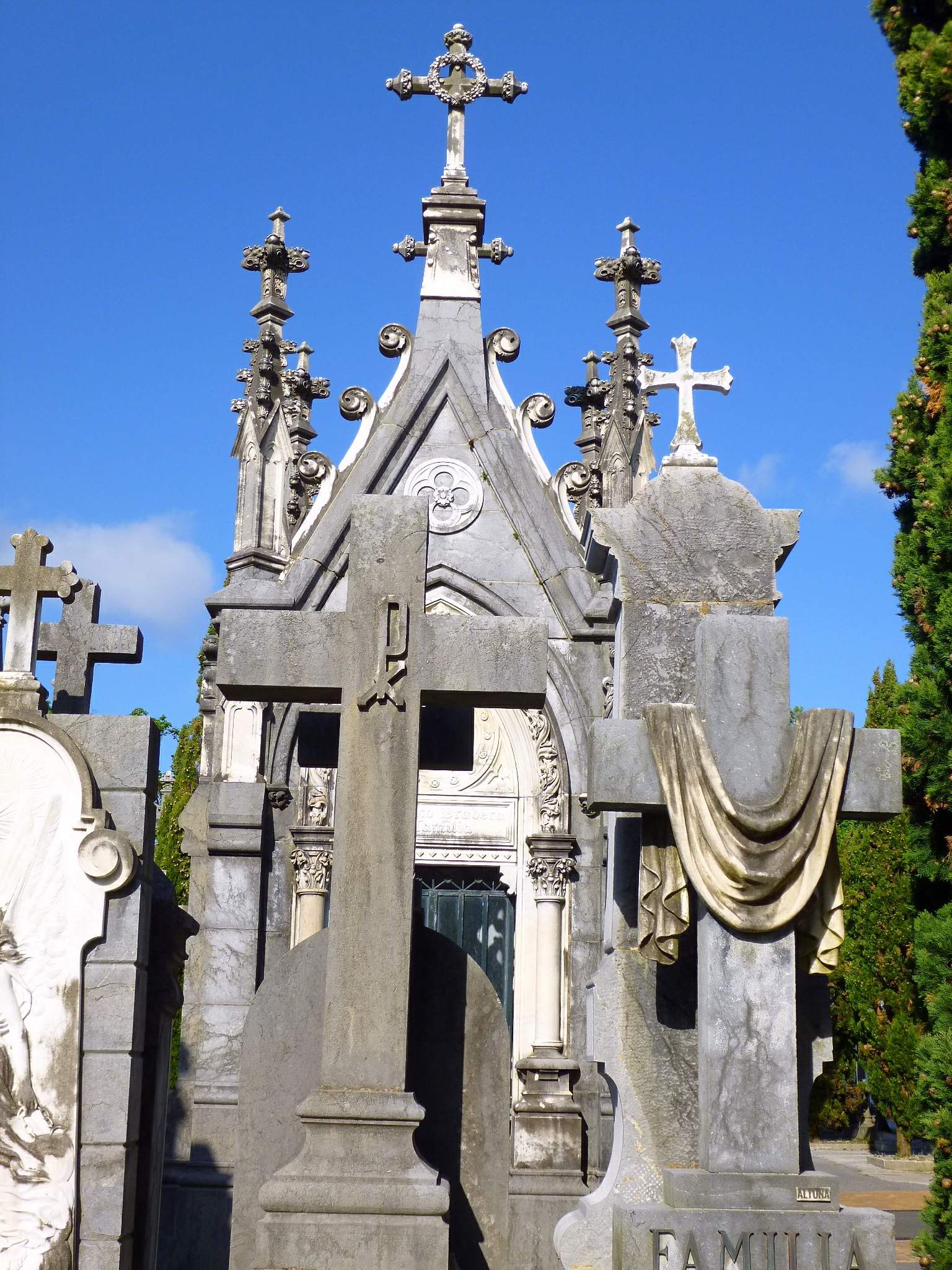
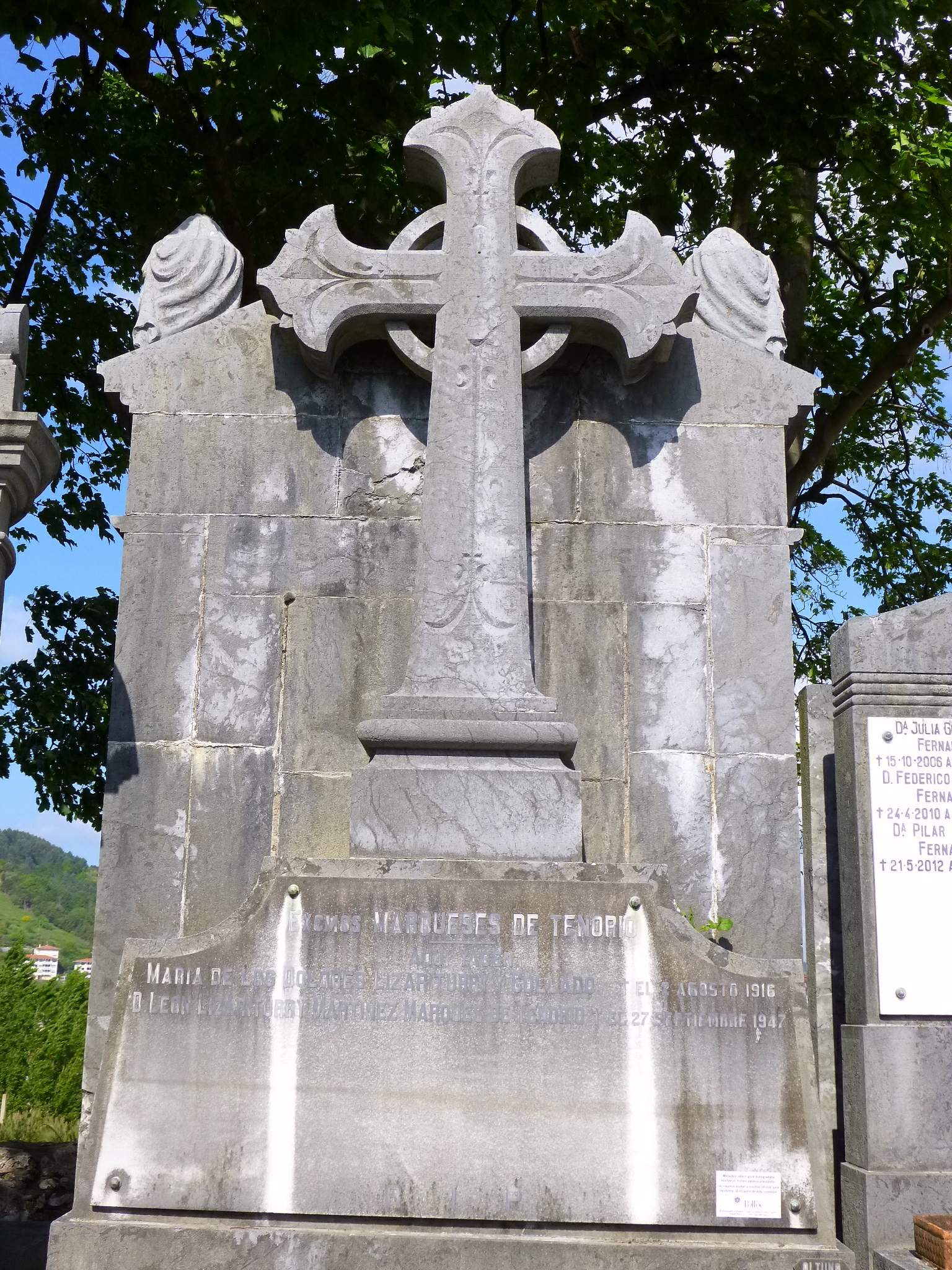
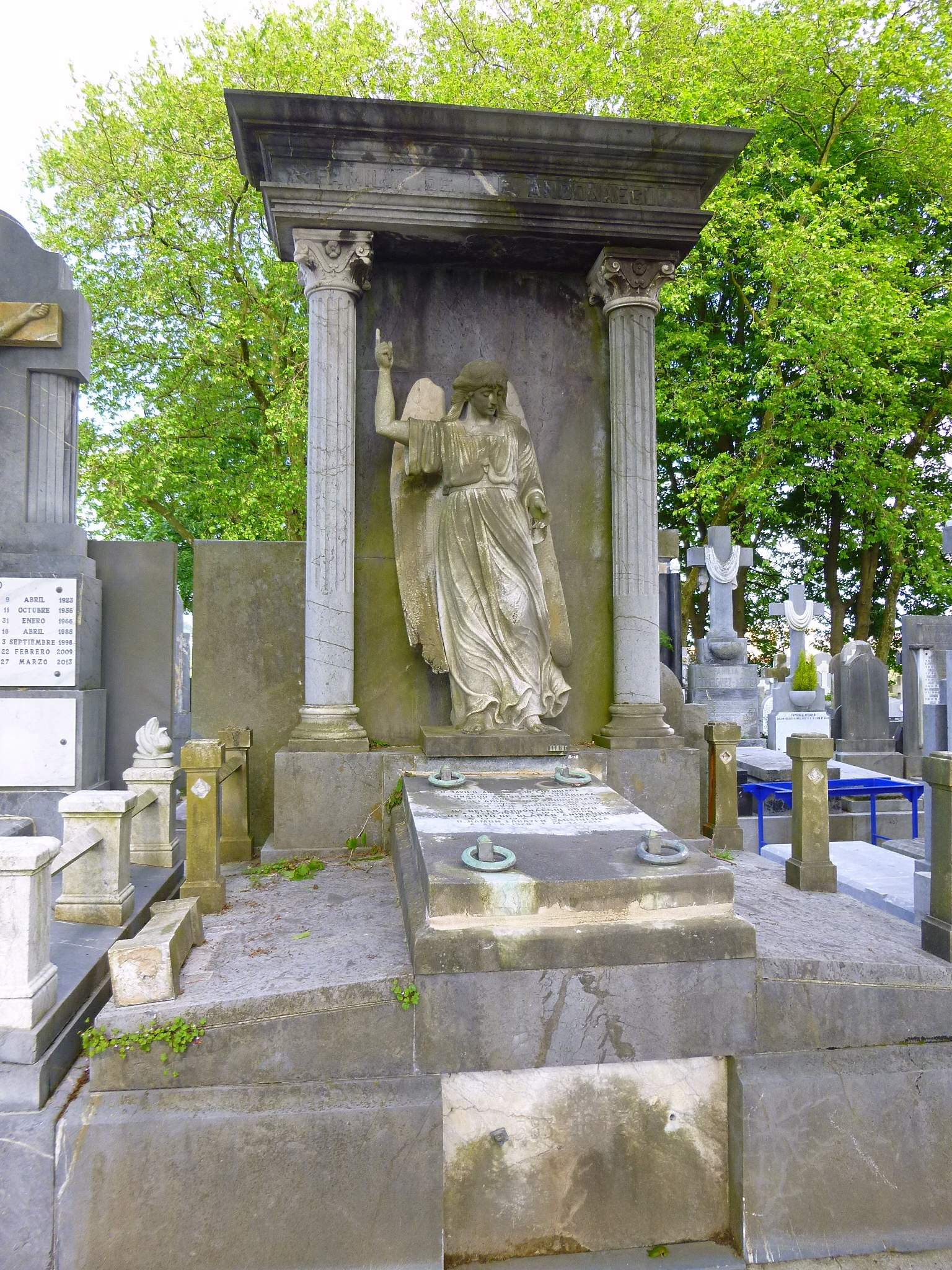
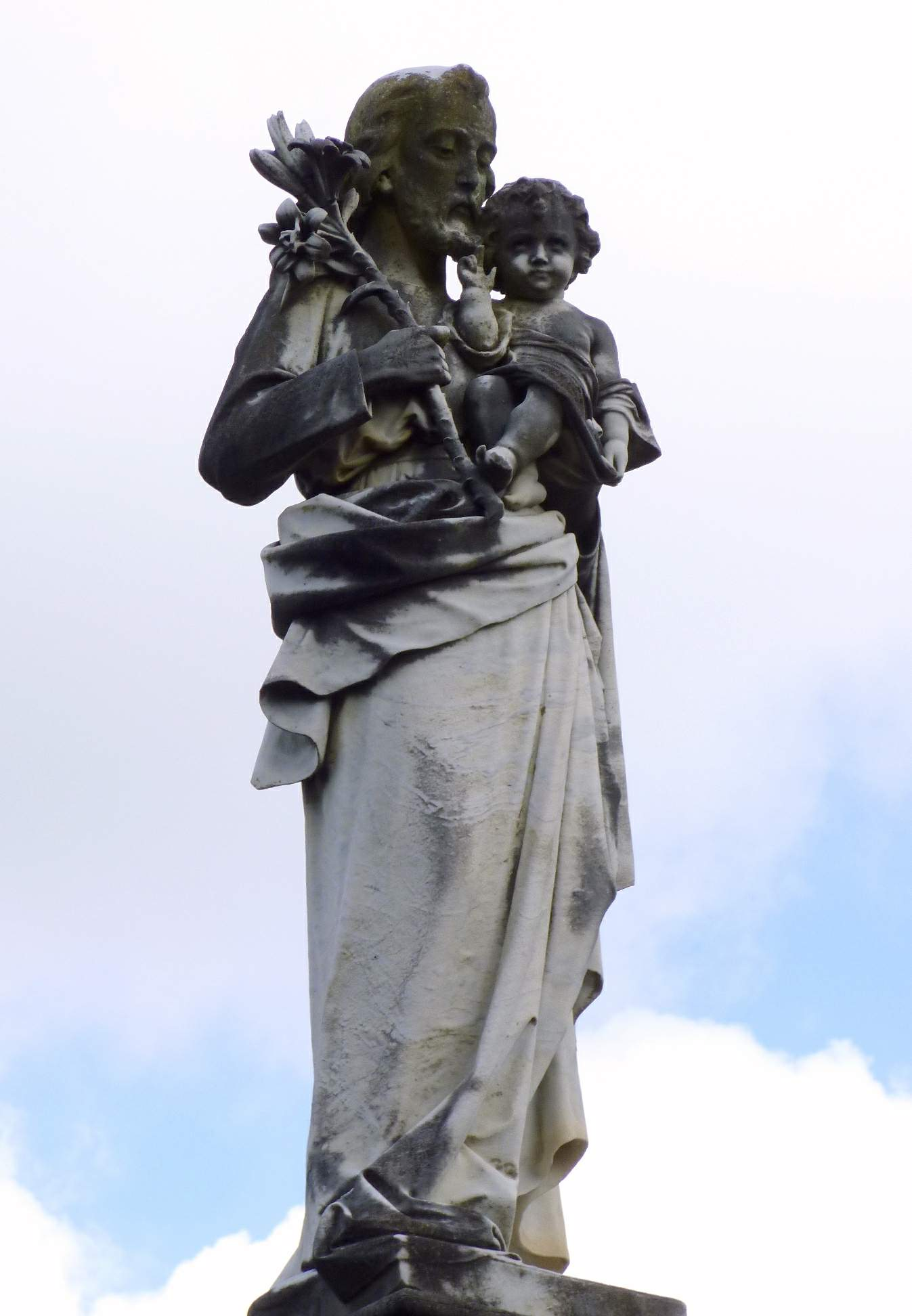
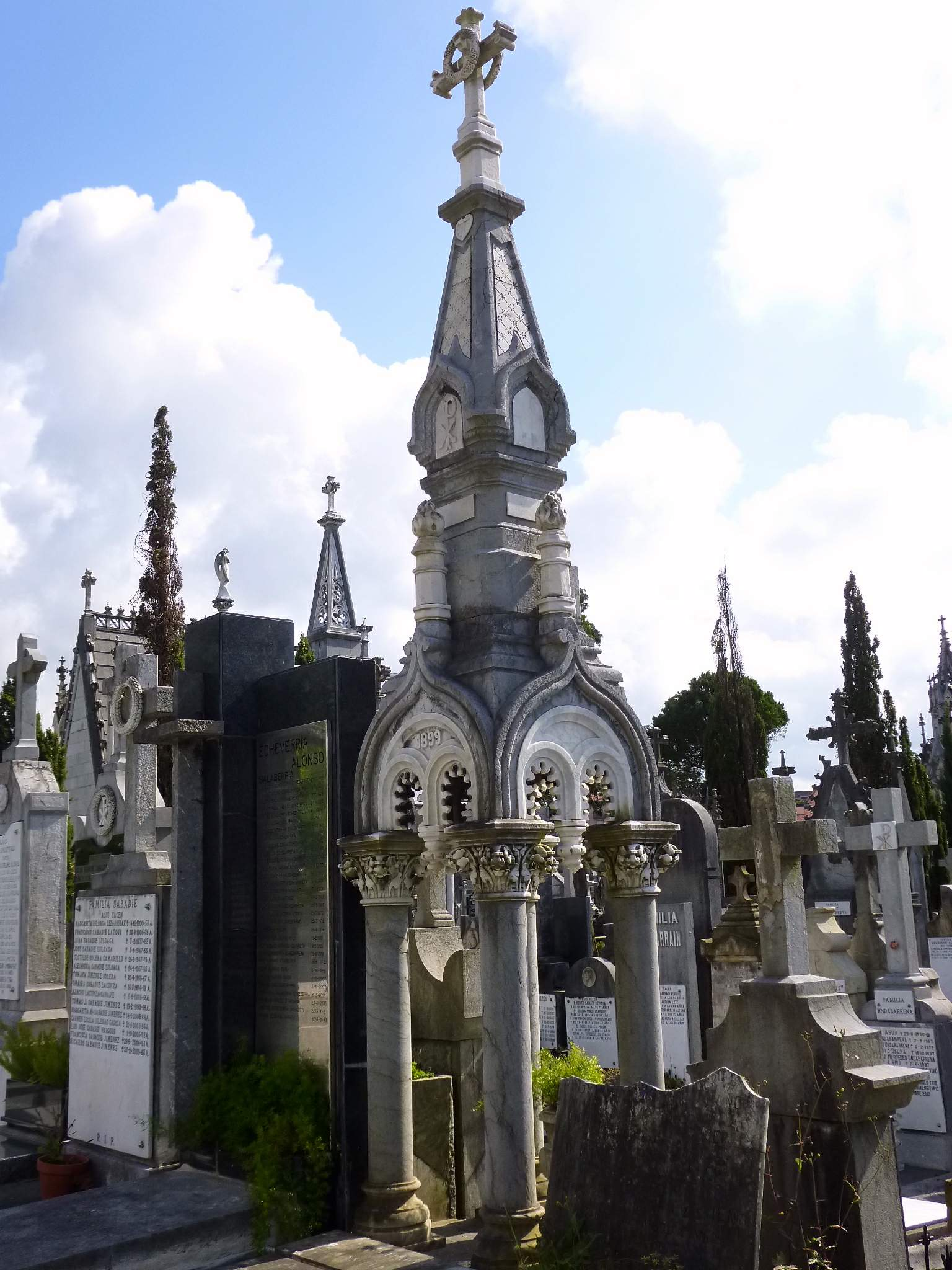
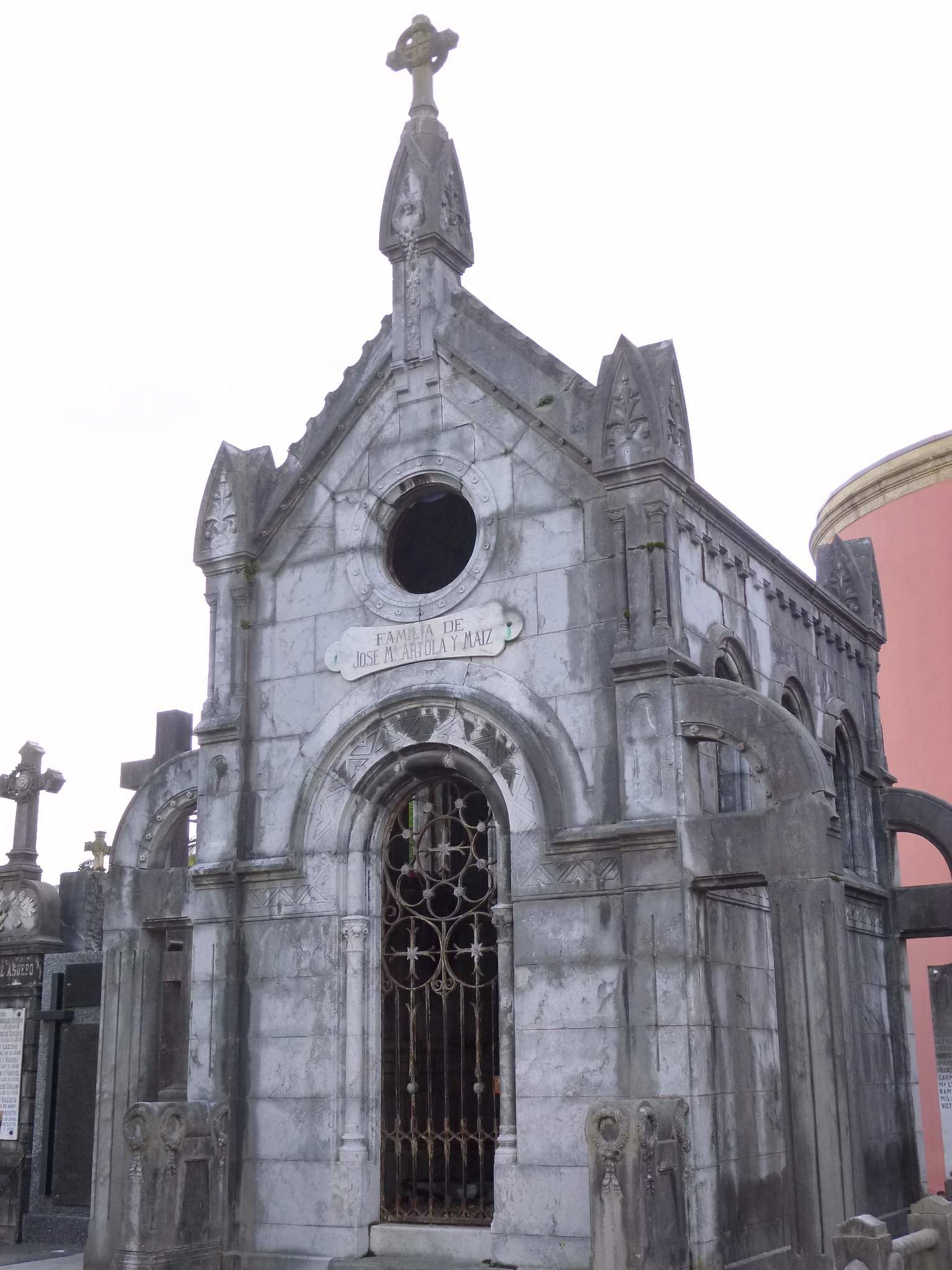

Concentra un buen número de capillas destacando por su altura las proyectadas en estilo neogótico conservando todas ellas bellas vidrieras historiadas y de motivos vegetales.
Sus panteones cuentan con composiciones de estilo clásico realizadas por diversos artistas. Son panteones espectaculares, llenos de arte e historia, como el Panteón Azqueta, o la Capilla Luzuriaga, ejemplo de neorromanticismo. Se pueden encontrar otros estilos artísticos de arte funerario, además de los mencionados, así como cientos de símbolos funerarios.

## Personalidades inhumadas
Las siguientes personalidades están enterradas en el cementerio de Polloe:

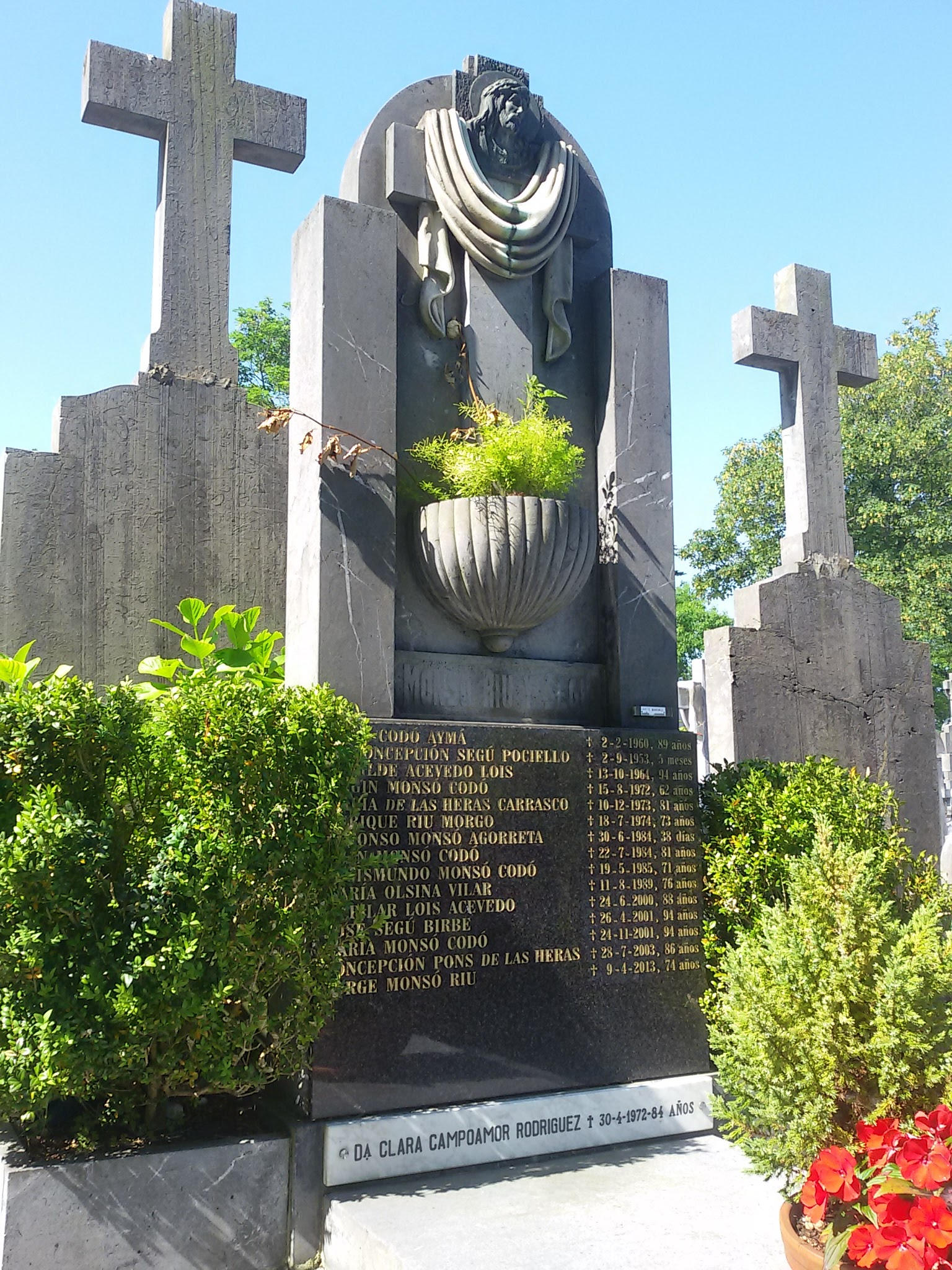
Sepultura de la familia Monsó en el cementerio de Polloe donde se dieron acogida a los restos de Clara Campoamor.

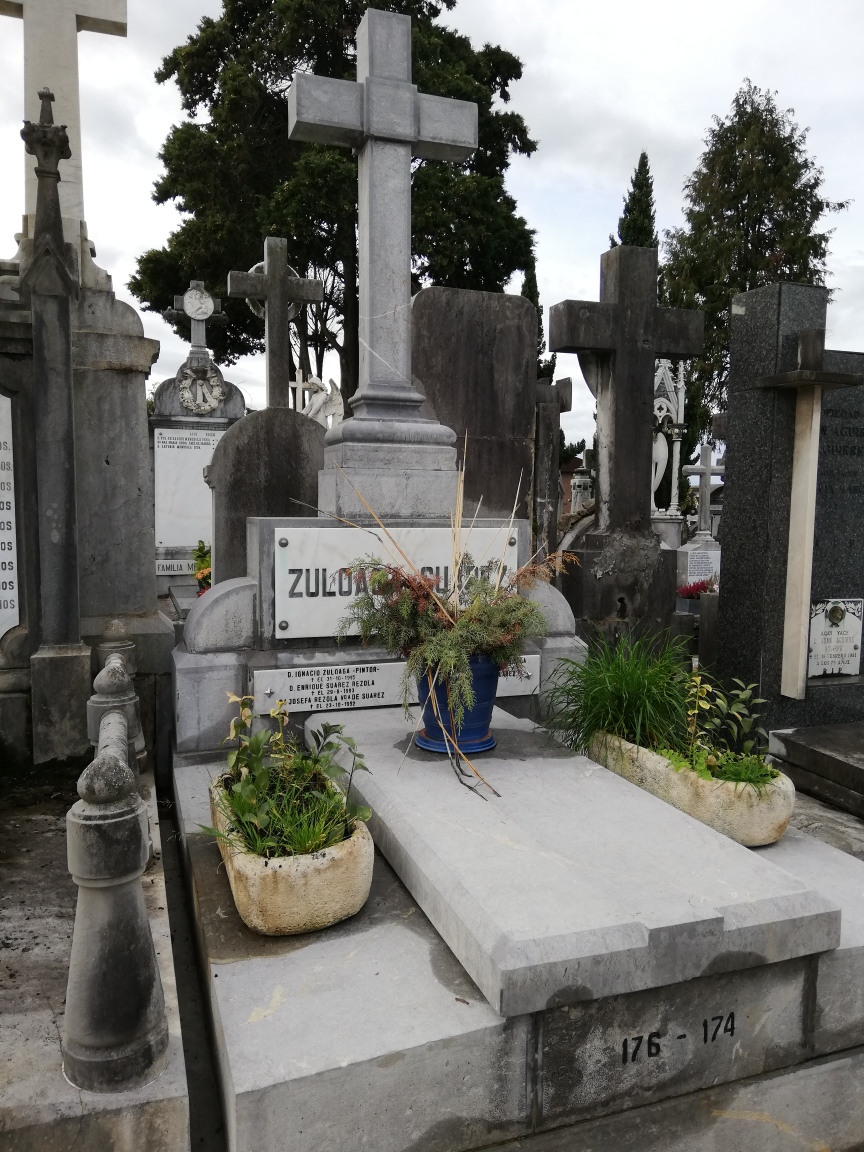
Sepultura del pintor vasco Ignacio Zuloaga, enterrado en el cementerio de Polloe.

- Clara Campoamor (1888-1972), escritora, política y defensora de los derechos de la mujer española.
- Enrique Vidal Munárriz (1893-1955), gobernador Militar de San Sebastián y general de División del arma de infantería.[18]
- Fermín de Lasala y Collado (1832-1918), XIII duque de Mandas y Villanueva, fue un político español, ministro de Fomento.
- Francisco Grandmontagne (1866-1936), periodista y escritor español.[19]
- Gregorio Ordóñez (1958-1995), político español del Partido Popular, fue asesinado por ETA.
- Fernando Múgica (1934-1996), político español del Partido Socialista de Euskadi, fue asesinado por ETA.
- Joaquín Satrústegui (1909-1992), abogado y político monárquico español.
- Luis Miner (1890-1956), clérigo español, canónigo de la catedral de Santa María de Vitoria.
- Rafael Ruiz Balerdi (1934-1991), pintor español.
- Víctor Pradera (1872-1936), político e ideólogo español, de pensamiento tradicionalista murió fusilado en el cementerio de Polloe el 6 de septiembre de 1936, antes de la toma de la ciudad por el bando sublevado.[20]
- Ignacio Zuloaga (1870-1945), pintor español.
- Lolo Rico (1935-2019),  escritora, realizadora de televisión, guionista y periodista española.
- Miguel Mihura (1905-1977), escritor y periodista.
- José María Usandizaga (1887-1915), compositor y pianista.
- Enrique Fernández Arbós (1863-1939), violinista y compositor.
- José Eugenio Ribera (1864-1936), ingeniero y constructor.